# Talemene
Talemene (in greco antico: Ταλαιμένης?, Talaiménēs) è un personaggio della mitologia greca.

## Mito
Talemene era un re della Meonia, menzionato nell’Iliade, dove però non appare in carne e ossa. Era un semidio, in quanto figlio della ninfa Gigea. Ebbe tre figli, che presero parte alla guerra di Troia insieme a Ifitione, fratello di Talemene: i primi due, legittimi, si chiamavano Mestle e Antifo, mentre il terzo, Elenore, era stato generato da una schiava. Di Mestle e Antifo riferisce il poema omerico; Elenore invece appare solo nell’Eneide, venendo appunto presentato come figlio del re di Meonia al tempo della guerra di Troia, ovvero Talemene, seppure non nominato.